# Dobrowit
Dobrowit – staropolskie imię męskie, złożone z członów Dobro- („dobry”) i -wit („pan, władca”). Oznacza „dobrego pana”, „dobrego władcę” albo „dobrze rządzącego”. Istnieje dokładny odpowiednik znaczeniowy tego imienia w języku galijskim: Suvallos, z prainoeurop. elementem su- („dobrze, dobry”).
Dobrowit imieniny obchodzi 18 września.